# كريزتيان ناغي
كريزتيان ناغي (بالمجرية: Nagy Krisztián)‏ هو لاعب هوكي الجليد مجري، ولد في 28 يوليو 1994 في بودابست في المجر.

## وصلات خارجية
- كريزتيان ناغي على موقع EliteProspects.com (الإنجليزية)
- كريزتيان ناغي على موقع Eurohockey.com (الإنجليزية)
- كريزتيان ناغي على موقع HockeyDB.com (الإنجليزية)